# ماتیس تل
ماتیس تل (انگلیسی: Mathys Tel؛ زادهٔ ۲۷ آوریل ۲۰۰۵) بازیکن فوتبال اهل فرانسه است. که در باشگاه فوتبال تاتنهام در پست وینگر چپ بازی می‌کند.
استعدادیابان بایرن او را بزرگ‌ترین استعداد فرانسه بعد از کیلیان امباپه می‌شناسند
وی همچنین در تیم‌های ملی فوتبال زیر ۱۷ سال فرانسه و زیر ۱۸ سال فرانسه و زیر ۱۹ سال فرانسه بازی کرده است.